# GT Muscae
Désignations
GT Muscae (en abrégé GT Mus), également connue sous sa désignation de Gould de 12 Muscae, est une étoile multiple de la constellation australe de la Mouche. Il s'agit également d'une étoile variable de cinquième magnitude, et elle est donc visible à l'œil nu dans un ciel préservé de la pollution lumineuse. D'après la mesure de sa parallaxe annuelle par le satellite Gaia, le système est distant d'environ ∼ 390 a.l. (∼ 120 pc) de la Terre.
GT Muscae est un système d'étoile quadruple. Il comprend tout d'abord une binaire spectroscopique comprenant une variable de type RS Canum Venaticorum (RS CVn) et désignée GT Muscae A ou HD 101379, dont les deux étoiles complètent une orbite avec une période de 61,45 jours. Elle est en orbite avec une binaire à éclipses de type Algol connue comme GT Muscae B ou HD 101380 et dont la période orbitale est de 2,75 jours. La magnitude apparente du système varie entre 4,96 et 5,23 et il s'agit également d'une source de rayons X très active.
En 1929, Willem van den Bos découvre que GT Muscae est une étoile double visuelle, où les deux composantes A (HD 101379) et B (HD 101380) étaient alors séparées de 0,2 seconde d'arc seulement. En examinant des plaques photographiques en 1964, Wolfgang Strohmeier et al. découvrent que GT Muscae est une étoile variable. Puis en 1979, une étude des caractéristiques spectroscopiques du système par Edward Weiler et Robert Stencel ont permis de déterminer qu'il s'agissait probablement d'une variable de type RS CVn. Des éclipses produites par HD 101380 ont été signalées pour la première fois en 1982 par Andrew Collier Cameron dans sa thèse de doctorat, où il a également pu déterminer la période orbitale de cette paire. Le système entier a reçu la désignation d'étoile variable de GT Muscae en 1988.
Une émission en ondes radio dans la bande 5 GHz a été détectée en provenance de GT Muscae en 1982. Cette émission, forte et variable, est interprétée comme le symptôme d'une activité chromosphérique et coronale importante. GT Muscae a également été détectée lors des premières observations du satellite en rayons X Uhuru, et le système a reçu les désignations de 2U 1134–161 puis de 4U 1137–65,. En 1980, Michael Garcia et al. ont été en mesure d'associer la source détectée par Uhuru avec HD 101379. Durant les années 2010, le système de GT Muscae a montré l'activité éruptive en rayons X la plus importante de toutes les étoiles du ciel nocturne, produisant des éruptions qui peuvent avoir des énergies aussi élevées que 10 × 1038 ergs.